# Pomarea
Pomarea es un género de aves paseriformes perteneciente a la familia Monarchidae. El género se localiza en las islas de la Polinesia. Los monarcas de este género miden alrededor de 15 a 19 cm de longitud y la mayoría presenta dimorfismo sexual. 
El género está muy amenazado, con tres especies clasificadas como en peligro crítico, una en peligro y dos como vulnerable. Tres especies y una subespecie ya se han extinguido. La principal amenaza para todas estas especies es la depredación por la ratas negras introducidas.

## Especies
Se reconocen las siguientes especies:
- Pomarea dimidiata (Hartlaub y Finsch, 1871) - monarca de Rarotonga;[4]
- Pomarea nigra (Sparrman, 1786) - monarca de Tahití;[4]
- Pomarea pomarea (Lesson, R y Garnot, 1828) - monarca de Maupiti †;
- Pomarea mendozae (Hartlaub, 1854) - monarca de las Marquesas;[4]
  - P. mendozae mendozae - monarca de Hiva Oa †;
- Pomarea mira Murphy y Mathews, 1928 - monarca de Ua Pou;
- Pomarea nukuhivae Murphy y Mathews, 1928 - monarca de Nuku Hiva †;
- Pomarea iphis Murphy y Mathews, 1928 - monarca de Uahuka;[4]
- Pomarea fluxa Murphy y Mathews, 1928 - monarca de Eiao †;
- Pomarea whitneyi Murphy y Mathews, 1928 - monarca de Fatu Hiva.[4]